# Latin American Music Award
I Latin American Music Awards (Latin AMAs) sono un evento annuale di premi musicali presentati da Telemundo. Sono la versione degli American Music Award in lingua spagnola, prodotti da Dick Clark Productions. La prima edizione è stata trasmessa l'8 ottobre 2015 e presentata da Lucero. Nel 2020 non ha avuto luogo a causa della pandemia di Covid-19. Viene ripreso nell'aprile 2021.

## Cerimonie
| N° | Data            | Presentatore/i                                                          | Luogo                |
| -- | --------------- | ----------------------------------------------------------------------- | -------------------- |
| 1  | 8 ottobre 2015  | Lucero                                                                  | Dolby Theatre        |
| 2  | 6 ottobre 2016  | Lucero                                                                  | Dolby Theatre        |
| 3  | 26 ottobre 2017 | Diego Boneta e Becky G                                                  | Dolby Theatre        |
| 4  | 25 ottobre 2018 | Becky G, Gloria Trevi, Leslie Grace, Roselyn Sanchez e Aracely Arambula | Dolby Theatre        |
| 5  | 17 ottobre 2019 | Eugenio Derbez e Jacqueline Bracamontes                                 | Dolby Theatre        |
| 6  | 15 aprile 2021  | Jacqueline Bracamontes                                                  | BB&T Center          |
| 7  | 21 aprile 2022  |                                                                         | Michelob Ultra Arena |

## Categorie
- Artist of the Year
- New Artist of the Year
- Favorite Pop/Rock Female Artist
- Favorite Pop/Rock Male Artist
- Favorite Pop/Rock Band/Duo/Group
- Favorite Pop/Rock New Artist
- Favorite Pop/Rock Album
- Favorite Pop/Rock Song
- Favorite Regional Mexican Artist
- Favorite Regional Mexican New Artist
- Favorite Regional Mexican Band/Duo/Group
- Favorite Regional Mexican Album
- Favorite Regional Mexican Song
- Favorite Urban Artist
- Favorite Urban Album
- Favorite Urban New Artist
- Favorite Urban Artist
- Favorite Urban Band/Duo/Group
- Favorite Tropical Artist
- Favorite Tropical New Artist
- Favorite Tropical Album
- Favorite Tropical Song
- Favorite Collaboration
- Favorite Crossover Artist
- Favorite Crossover Song
- Favorite Video
- Social Artist of the Year (2021)
- Favorite Virtual Concert (2021)

## Premi speciali
Dick Clark Achievement Award
Il premio, in onore del conduttore televisivo e radiofonico Dick Clark (morto nel 2012), «riconosce un artista latino che ispira tutta l'umanità con la sua dedizione alla musica e che usa la sua fama e influenza per aiutare chi è nel bisogno.»
- 2017 – Pitbull

International Artist Award of Excellence
l'International Artist Award of Excellence «premia gli artisti che si fanno riconoscere in tutto il mondo per la loro grandezza, superando le barriere linguistiche, razziali o religiose. La loro nazionalità non ha confini; rappresentano la pace e le loro canzoni risuonano come inni musicali.»
- 2019 – Marc Anthony

## Primati

### Candidature
| Artista          | Candidature | Note  |
| ---------------- | ----------- | ----- |
| J Balvin         | 40          | [ 6 ] |
| Bad Bunny        | 31          | [ 6 ] |
| Banda MS         | 31          | [ 6 ] |
| Ozuna            | 29          | [ 6 ] |
| Maluma           | 27          | [ 6 ] |
| Daddy Yankee     | 24          | [ 6 ] |
| Romeo Santos     | 24          | [ 6 ] |
| Nicky Jam        | 23          | [ 6 ] |
| Christian Nodal  | 21          | [ 6 ] |
| Enrique Iglesias | 21          | [ 6 ] |
| Shakira          | 20          | [ 6 ] |
| Karol G          | 19          | [ 6 ] |
| Wisin            | 18          | [ 6 ] |
| Calibre 50       | 15          | [ 6 ] |
| Luis Fonsi       | 15          | [ 6 ] |
| Prince Royce     | 15          | [ 6 ] |

### Vittorie
| Artista          | Vittorie | Note  |
| ---------------- | -------- | ----- |
| Enrique Iglesias | 14       | [ 7 ] |
| CNCO             | 13       | [ 7 ] |
| Bad Bunny        | 12       | [ 7 ] |
| Christian Nodal  | 11       | [ 7 ] |
| Karol G          | 9        | [ 7 ] |
| Prince Royce     | 9        | [ 7 ] |
| Anuel AA         | 6        | [ 7 ] |
| Ozuna            | 6        | [ 7 ] |
| Romeo Santos     | 6        | [ 7 ] |
| Selena Gomez     | 6        | [ 7 ] |
| J Balvin         | 5        | [ 7 ] |
| Sebastián Yatra  | 5        | [ 7 ] |